# Ртвеліашвілі Йосип Георгійович
Йосип Георгійович Ртвеліашвілі (1917, село Кіцнісі, тепер Ґорський муніципалітет, Грузія — 29 серпня 1976, місто Тбілісі, тепер Грузія) — грузинський радянський діяч, завідувач відділу партійних органів ЦК КП Грузії. Член ЦК КП Грузії, кандидат у члени Бюро ЦК КП Грузії в 1957—1962 роках. Депутат Верховної ради Грузинської РСР 2—4-го, 6-го, 8—9-го скликань. Депутат Верховної Ради СРСР 5-го скликання.

## Життєпис
У 1932 році закінчив неповну середню школу. Потім закінчив педагогічний технікум.
У 1935—1940 роках — вчитель і завідувач навчальної частини середньої школи Грузинської РСР.
Навчався в Горійському вчительському (педагогічному) інституті Грузинської РСР, який закінчив у 1940 році.
У 1940—1945 роках — 1-й секретар Горійського районного комітету ЛКСМ Грузії.
Член ВКП(б) з 1942 року.
У 1945 році закінчив партійну школу при ЦК КП(б) Грузії.
У 1945—1946 роках — голова виконавчого комітету Карельської районної ради депутатів трудящих Грузинської РСР.
У січні 1947 — серпні 1952 року — 1-й секретар Карельського районного комітету КП Грузії.
У серпні 1952 — 1957 року — 1-й секретар Горійського районного комітету КП Грузії.
У 1957—1962 роках — завідувач відділу партійних органів ЦК КП Грузії.
У 1963—1970 роках — заступник голови Державного планового комітету (Держплану) Грузинської РСР із сільського господарства.
30 грудня 1970 — 27 грудня 1974 року — міністр сільського господарства Грузинської РСР.
27 грудня 1974 — 29 серпня 1976 року — голова Державного комітету Ради міністрів Грузинської РСР із охорони природи.
Помер 29 серпня 1976 року в місті Тбілісі.

## Нагороди і звання
- два ордени Трудового Червоного Прапора
- орден «Знак Пошани»
- медаль «За оборону Кавказу»
- медаль «За доблесну працю у Великій Вітчизняній війні 1941—1945 рр.» (1945)
- медаль «За трудову відзнаку»